# Rubus pedatifolius
Rubus pedatifolius är en rosväxtart som beskrevs av Léon Gaston Genevier. Rubus pedatifolius ingår i släktet rubusar, och familjen rosväxter. Inga underarter finns listade i Catalogue of Life.